# Pandanus bullii
Pandanus bullii är en enhjärtbladig växtart som beskrevs av Otto Warburg. Pandanus bullii ingår i släktet Pandanus och familjen Pandanaceae.
Artens utbredningsområde är Nya Kaledonien. Inga underarter finns listade.